# Prosper Anton Joseph von Sinzendorf

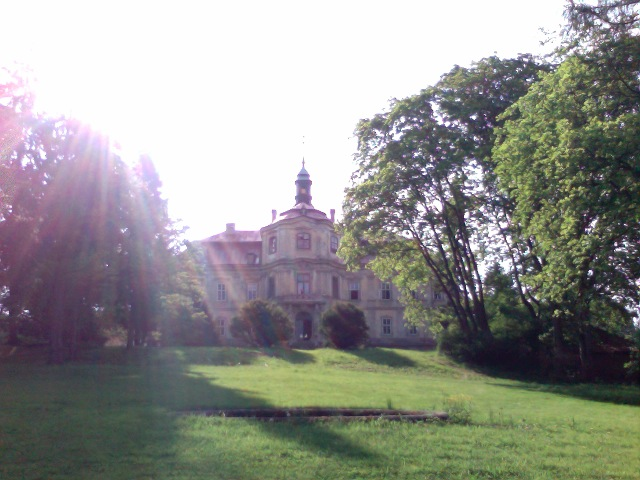
Schloss Trpísty

Prosper Anton Joseph Guido von Sinzendorf (* 30. März 1700; † 9. Februar 1756) war ein österreichischer Höfling und Kanzler von Karl VI. in Wien.
Er stammte aus dem Adelsgeschlecht Sinzendorf, war Erbschatzmeister des Deutschen Reichs, Burggraf zu Reinegg, Freiherr zu Ernstbrunn und Reichsgraf. Er war Geheimer Rat.
Unter anderem war er an der Aushandlung des Vertrags von Wien 1731 beteiligt.
Er war Herr auf Gut Trpísty in Böhmen (mit von ihm 1729 gebautem Schloss) und seit 1723 mit Gräfin Marie Phillippine von Althann (1705–1730) verheiratet. Er hatte zwei Söhne, Wenzel Johann Eustach und Friedrich Ludwig (1729–1783). Letzterer war Kreishauptmann des Ollmützer Kreises und Gubernialrat von Mähren.

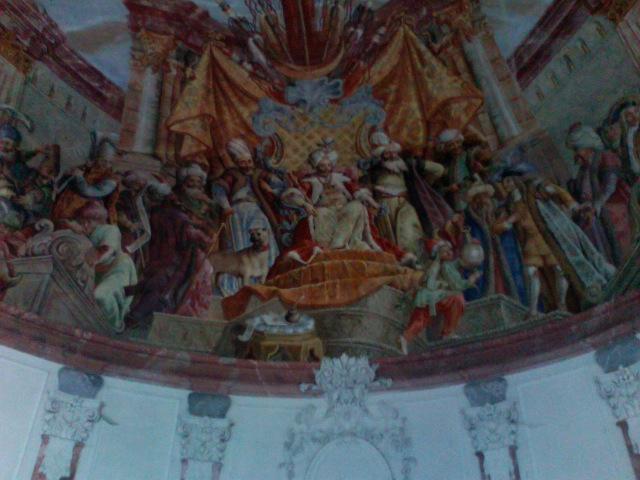
Audienz von Sinzendorf beim Sultan Ahmed III. in Istanbul, Gemälde in Schloss Trpísty